# 볼시스키
볼시스키(러시아어: Во́лжский)는 볼가강에 위치한 러시아 볼고그라드주의 도시로 인구는 32만1,479명(2021년)이다. 볼고그라드에서 북동쪽으로 20km 떨어져 있다.

## 자매 도시
- 이탈리아 콜레뇨
- 체코 올로모우츠